# Fredriksborg, Marstrand

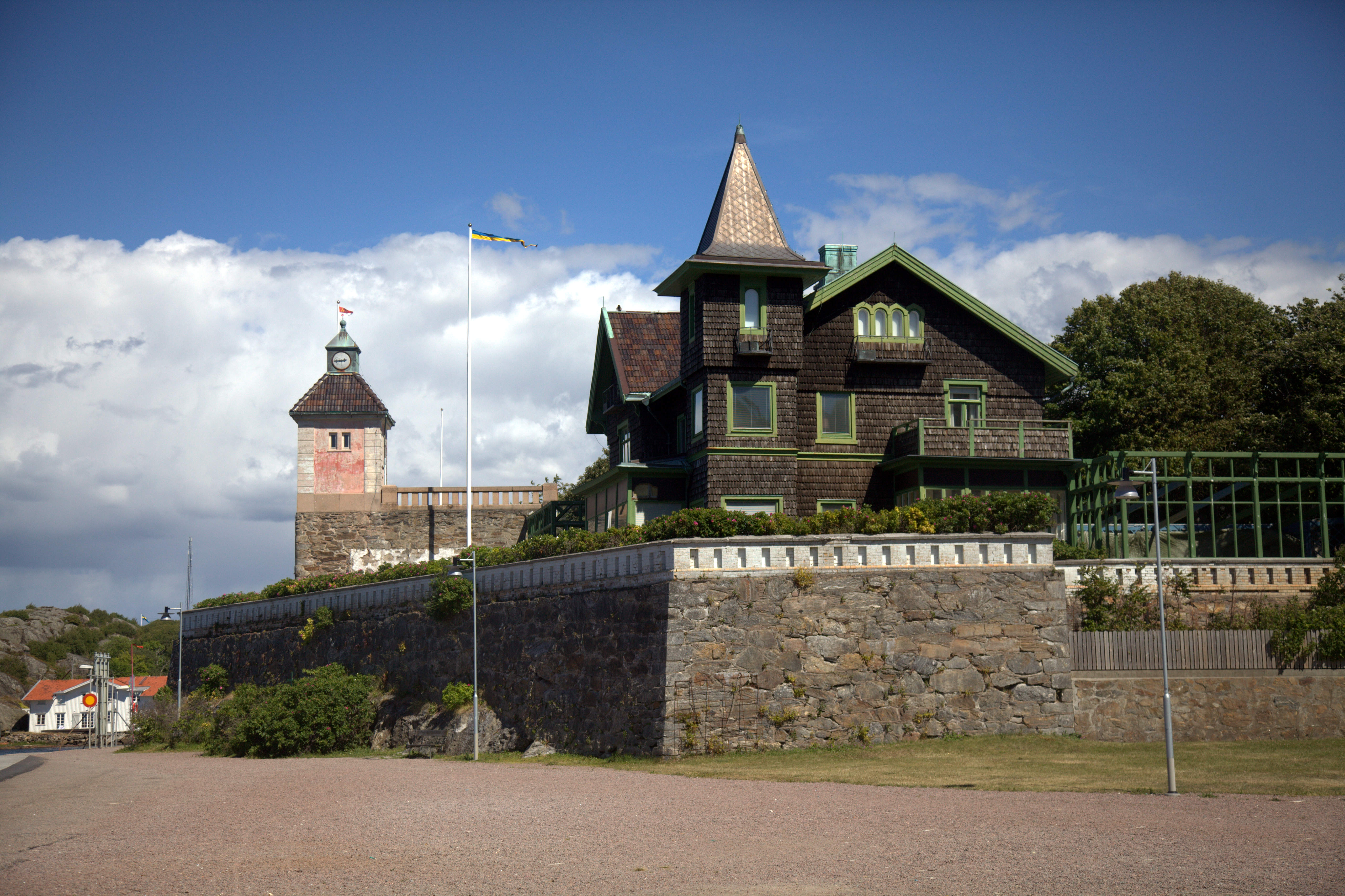
Villagatan 5 på Marstrand synlig ovanpå Norra strandverket.

Fredriksborg eller Norra strandverket är en bastion vid Marstrand. Åren 1734−40 uppfördes vid norra hamninloppet ett strandbatteri, som från 1779 började förlängas och förstärkas samt delvis kasematteras. Ritningen till den nya befästningen, som fick namnet Fredriksborg, fastställdes 1780. Bestyckningen blev 9 kanoner och 4 haubitsar. 1782 biföll Kungliga Majestätet en framställning om att judarna i Marstrand skulle få hyra corps de gardet i Fredriksborg till synagoga, och Marstrands synagoga blev en av de första synagogorna i Skandinavien. Under 1800-talet framlades flera förslag till förstärkning eller ombyggnad, men allt utan resultat. 